# Forte de Santo Amaro
O Forte de Santo Amaro localizava-se à margem esquerda do rio Jacuí, na altura da atual cidade de Santo Amaro, no estado brasileiro do Rio Grande do Sul.

## História
Este forte constitui-se numa pequena fortificação de campanha, erguida em 1737 pelo brigadeiro José da Silva Paes, com a função de defesa da então linha de limites Taquari - Rio Pardo (SOUZA, 1885:131).